# Pizieux
Pizieux est une commune française, située dans le département de la Sarthe en région Pays de la Loire, peuplée de 74 habitants.
La commune fait partie de la province historique du Maine, et se situe dans le Saosnois.

## Géographie
| Saosnes                          | Saint-Longis                        | Saint-Rémy-des-Monts |
| Saosnes, Saint-Calez-en-Saosnois | Pizieux                             | Commerveil           |
| Saint-Calez-en-Saosnois          | Saint-Calez-en-Saosnois, Commerveil | Commerveil           |

### Climat
Pour des articles plus généraux, voir Climat des Pays de la Loire et Climat de la Sarthe.
En 2010, le climat de la commune est de type climat océanique dégradé des plaines du Centre et du Nord, selon une étude du CNRS s'appuyant sur une série de données couvrant la période 1971-2000. En 2020, Météo-France publie une typologie des climats de la France métropolitaine dans laquelle la commune est exposée à un climat océanique altéré et est dans la région climatique  Normandie (Cotentin, Orne), caractérisée par une pluviométrie relativement élevée (850 mm/a) et un été frais (15,5 °C) et venté. 
Pour la période 1971-2000, la température annuelle moyenne est de 10,5 °C, avec une amplitude thermique annuelle de 14,1 °C. Le cumul annuel moyen de précipitations est de 723 mm, avec 11,5 jours de précipitations en janvier et 7,3 jours en juillet. Pour la période 1991-2020, la température moyenne annuelle observée sur la station météorologique de Météo-France la plus proche, « Commerveil_sapc », sur la commune de Commerveil à 2 km à vol d'oiseau, est de 11,9 °C et le cumul annuel moyen de précipitations est de 712,2 mm,. Pour l'avenir, les paramètres climatiques de la commune estimés pour 2050 selon différents scénarios d'émission de gaz à effet de serre sont consultables sur un site dédié publié par Météo-France en novembre 2022.

## Urbanisme

### Typologie
Au 1er janvier 2024, Pizieux est catégorisée commune rurale à habitat très dispersé, selon la nouvelle grille communale de densité à sept niveaux définie par l'Insee en 2022.
Elle est située hors unité urbaine. Par ailleurs la commune fait partie de l'aire d'attraction de Mamers, dont elle est une commune de la couronne,. Cette aire, qui regroupe 21 communes, est catégorisée dans les aires de moins de 50 000 habitants,.

### Occupation des sols
L'occupation des sols de la commune, telle qu'elle ressort de la base de données européenne d’occupation biophysique des sols Corine Land Cover (CLC), est marquée par l'importance des territoires agricoles (100 % en 2018), une proportion identique à celle de 1990 (100 %). La répartition détaillée en 2018 est la suivante : 
terres arables (94,7 %), prairies (5,3 %). L'évolution de l’occupation des sols de la commune et de ses infrastructures peut être observée sur les différentes représentations cartographiques du territoire : la carte de Cassini (XVIIIe siècle), la carte d'état-major (1820-1866) et les cartes ou photos aériennes de l'IGN pour la période actuelle (1950 à aujourd'hui).

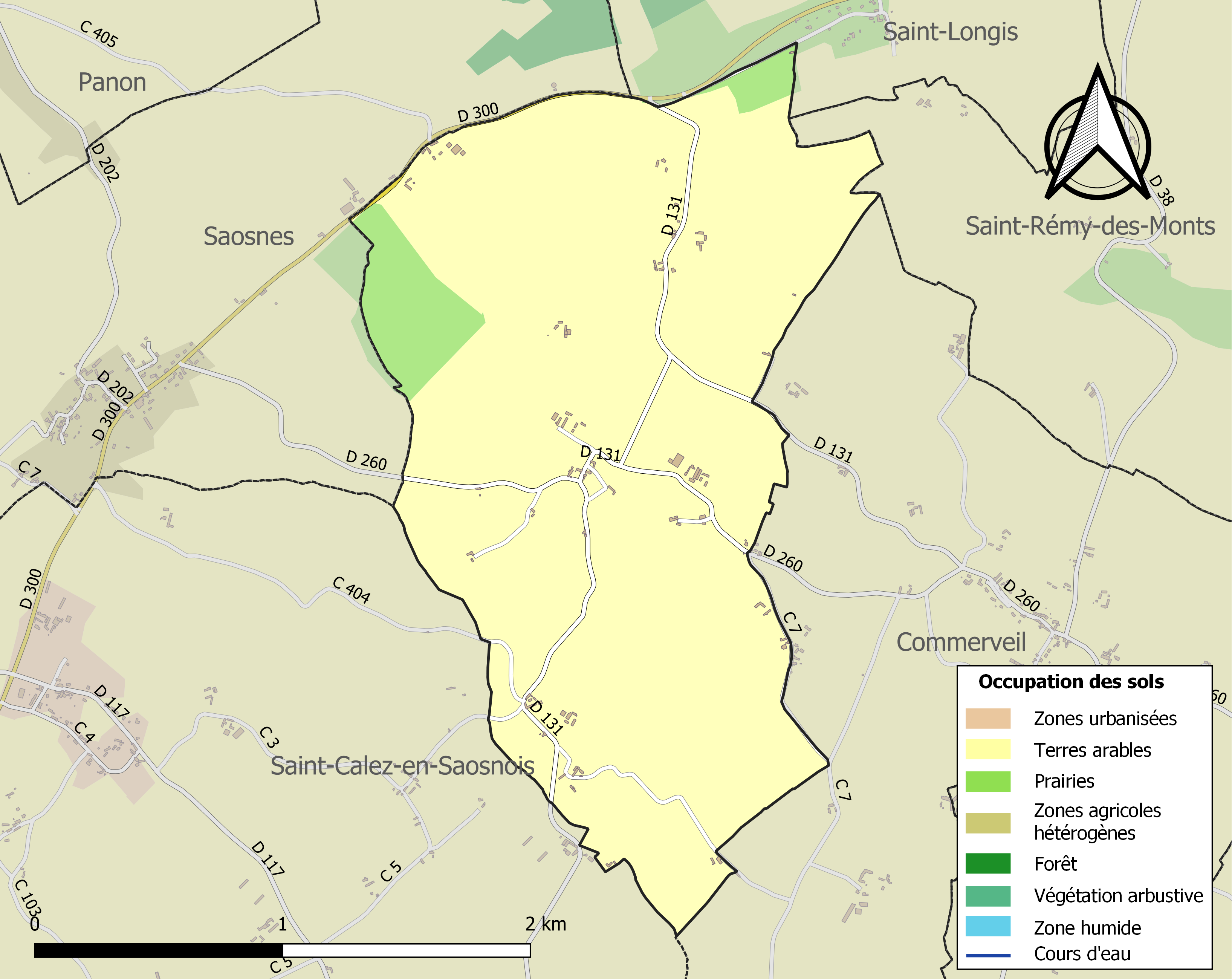
Carte des infrastructures et de l'occupation des sols de la commune en 2018 (CLC).

## Toponymie
Le nom de la localité est attesté sous les formes Puteolis à la fin du XIe siècle, et Puiselli en 1221.
Dans son Dictionnaire topographique, historique et statistique de la Sarthe de 1842, Julien Rémy Pesche propose plusieurs possibilités sur l'origine du nom de la commune : Piscaria, « pêcherie », Puteo, « exhaler une mauvaise odeur », Pisaria, « champ de pois » ou  Puteus, « puits ». C'est cette dernière hypothèse qui est aujourd'hui communément retenue,.

## Histoire
À partir de 1620, la cure a été administrée pendant 113 ans par trois curés du nom d'Évrard et pendant 86 ans par deux curés du nom de Tison[réf. nécessaire].

## Politique et administration
| Période                                  | Période  | Identité   | Étiquette | Qualité                                                  |
| ---------------------------------------- | -------- | ---------- | --------- | -------------------------------------------------------- |
| (avant 2001)                             | En cours | Jean Mulot | SE        | Agriculteur, vice-président de la communauté de communes |
| Les données manquantes sont à compléter. |          |            |           |                                                          |

Le conseil municipal est composé de sept membres dont le maire et deux adjoints.

## Démographie
L'évolution du nombre d'habitants est connue à travers les recensements de la population effectués dans la commune depuis 1793. Pour les communes de moins de 10 000 habitants, une enquête de recensement portant sur toute la population est réalisée tous les cinq ans, les populations de référence des années intermédiaires étant quant à elles estimées par interpolation ou extrapolation. Pour la commune, le premier recensement exhaustif entrant dans le cadre du nouveau dispositif a été réalisé en 2008.
En 2022, la commune comptait 74 habitants, en évolution de −3,9 % par rapport à 2016 (Sarthe : −0,25 %, France hors Mayotte : +2,11 %).
Pizieux a compté jusqu'à 307 habitants en 1851.
| 1793 | 1800 | 1806 | 1821 | 1831 | 1836 | 1841 | 1846 | 1851 |
| ---- | ---- | ---- | ---- | ---- | ---- | ---- | ---- | ---- |
| 293  | 277  | 268  | 260  | 306  | 292  | 299  | 290  | 307  |

| 1856 | 1861 | 1866 | 1872 | 1876 | 1881 | 1886 | 1891 | 1896 |
| ---- | ---- | ---- | ---- | ---- | ---- | ---- | ---- | ---- |
| 282  | 251  | 256  | 217  | 231  | 178  | 193  | 195  | 161  |

| 1901 | 1906 | 1911 | 1921 | 1926 | 1931 | 1936 | 1946 | 1954 |
| ---- | ---- | ---- | ---- | ---- | ---- | ---- | ---- | ---- |
| 162  | 164  | 164  | 151  | 133  | 144  | 127  | 153  | 157  |

| 1962 | 1968 | 1975 | 1982 | 1990 | 1999 | 2006 | 2008 | 2013 |
| ---- | ---- | ---- | ---- | ---- | ---- | ---- | ---- | ---- |
| 156  | 117  | 104  | 86   | 94   | 93   | 90   | 89   | 81   |

| 2018 | 2022 | - | - | - | - | - | - | - |
| ---- | ---- | - | - | - | - | - | - | - |
| 71   | 74   | - | - | - | - | - | - | - |

## Lieux et monuments
- Presbytère (ancien) du XVIIe siècle, partiellement inscrit au titre des monuments historiques en 1926[21].
- Église Saint-Rémy du XIIe siècle.

## Activité et manifestations
- Fête patronale le dernier dimanche de septembre.